# Ludwig Boumann
Ludwig Boumann (eigentlich Ludwig van Boumann; * 20. Februar 1801 in Berlin; † 14. Dezember 1871 ebenda) war ein deutscher „ästhetischer Schriftsteller“.

## Leben
Boumann war der Enkel des von Friedrich Wilhelm I. aus Amsterdam nach Potsdam berufenen Architekten Jan Bouman. Ludwigs Vater Georg Friedrich war Offizier, später Architekt, und wurde 1801 geadelt; Ludwig legte den Adelstitel aber wieder ab. Ludwig besuchte das Gymnasium zum Grauen Kloster und studierte danach an der Alma Mater Berolinensis Philosophie. Nach seiner Promotion über Spinoza (1828) wirkte er als Privatgelehrter.
Boumann gehörte zu den Anhängern Hegels und war (mit Fritz Förster, Eduard Gans, Karl von Hegel, Leopold von Henning, Heinrich Gustav Hotho, Philipp Marheineke, Karl Ludwig Michelet, Karl Rosenkranz und Johannes Schulze) einer der Herausgeber der unmittelbar nach dessen Tod begonnenen Vollständigen Ausgabe von Hegels Werken.